# 드림랜드 (서울특별시)
드림랜드는 주식회사 드림랜드가 운영했던 서울특별시 강북구 번동에 있던 옛 놀이공원이다. 1987년 4월 27일에 개장했으나, 경영난 악화로 인해서 2008년 11월 11일에 폐장했고 공원 터는 2009년 10월 17일, 서울특별시에서 부지를 인수하여 북서울 꿈의숲으로 조성되었다. 서울 이외에도 강원도 원주시에 치악산 드림랜드가 존재했으나 후에 법인 소유주가 바뀐뒤 아메리칸 드림랜드로 변경됐다가 이곳이 2015년 10월에 토지임대계약 종료로 폐장되었다.

## 개요
1987년 건축토목사인 일우공영이 서울특별시 도봉구 번동(현재의 서울특별시 강북구 번동, 강북구는 1995년 3월 분리신설)에 세워진 놀이공원이다. 당시는 서울특별시 도봉구에 소재한 놀이공원이었으나 1995년 3월 강북구가 도봉구에서 분리되고 번동 지역이 강북구로 편입되면서 폐장 당시까지는 강북구 소재 놀이공원이었다. 당시 면적은 11만 5000평이었으며 유동형의 놀이시설과 실내외 수영장을 갖추었고 롤러코스터, 바이킹 등 놀이시설이 존재했으며 눈썰매장, 야외식장, 청소년회관과 편익 및 휴양시설 등이 있었다. 1990년대 초반 가수로 활동했던 하수빈이 MBC 음악프로를 통해 이 곳 수영장에서 첫 데뷔 무대를 치뤘던 적이 있다.
1996년에 일우공영이 주식회사 드림랜드로 사명을 변경하였으며 본사를 강원도 원주시로 이전하면서 원주 치악산 일대에 치악산 드림랜드(후에 아메리칸 드림랜드)를 개장하여서 서울과 원주에 두 곳의 드림랜드를 두게 되었다. 그러나 1997년 국제금융기구의 금융지원 체제가 들어서면서 주식회사 드림랜드는 경영난으로 부도를 맞아 파산하였으며 그 이후 조폭계가 드림랜드 운영을 인수하여 심한 경영난을 겪게 되면서 2008년에 폐장하였다.
이후 서울특별시가 드림랜드 부지를 인수하여 옛 드림랜드의 수영장 및 놀이시설을 철거하고 그 자리에 북서울 꿈의숲을 조성하여 개장하였다.

## 같이 보기
- 북서울 꿈의숲